# Gébéric
Gébéric est un roi des Wisigoths du IVe siècle.
Sa vie et ses faits sont très peu connus. Selon Jordanès, Gébéric, aussi grand par son courage que pour sa noblesse, avait pour père Heldéric, pour aïeul Ovida, Cnivida pour bisaïeul, et égalait par ses hauts faits la gloire de ses ancêtres.
Successeur du roi Ariaric, il est élu roi dans la première moitié du IVe siècle et lutte contre les Vandales, causant de lourdes pertes aux troupes du roi Wisimar. Il meurt autour de l'an 350.
Son successeur fut Ermanaric, du clan des Amales.

## Sources
- Jordanès, Getica, XXI–XXIII.
- Michel Rouche, Clovis, Paris, Éditions Fayard, 1996 (ISBN 2-2135-9632-8).